# 大久保瑠美
大久保瑠美（日语：／ Ōkubo Rumi，1989年9月27日—），日本女性配音員。目前隸屬於81 Produce，埼玉縣出身、血型是A型。

## 經歷
1989年，在父母的老家愛媛縣出生，于埼玉縣长大。2009年，就讀于專門學校東京廣播學院的時候，參加了第3屆81試演會，并獲得優秀賞。以演出動畫《輕聲密語》出道。2011年1月，于動畫《結界女王》第一次成為固定班底。在4月的動畫《はっぴ〜カッピ》中，第一次成為主演。
2022年12月30日參與Fate/Grand Order カルデア・ラジオ局 Plus後身體不適，2023年1月3日，所屬事務所發表新型冠狀病毒PCR檢測呈陽性。自此搖曳百合四位主要聲優皆已經確診 。

## 演出作品
- 粗體字為主要角色

### 電視動畫
2009年
- 輕聲密語（女學生、友人）

2010年
- 刀語（娘）
- 变身！公主偶像（梓美）

2011年
- 人家一點都不喜歡啦！（女僕）
- Happy Kappy(木下須具莉)
- FreeZing（柊嘉穗）
- 魔法少女小圓（女子、看護婦B、看護婦A）
- Suite 光之美少女♪（調邊亞子 / 謬思天使）
- 輕鬆百合（吉川千夏）

2012年
- 一起一起這裡那裡（御庭摘希）
- 星光少女 Dear My Future（上葉美愛）
- 戰國Collection（“小惡魔王”織田信長）
- 戰姬絕唱SYMPHOGEAR（女子、女子高中生3人組）
- 輕鬆百合♪♪（吉川千夏）
- 織田信奈的野望（梵天丸）
- 魔奇少年（皮斯緹）
- 最強學生會長 異常（般若寺憂）

2013年
- 魔王勇者（明星雲雀）
- 星光少女 Rainbow Live（惠）
- 人魚又上鉤（希耶爾）
- 蟲奉行（火鉢）
- YUYU式（野野原柚子）
- SERVANT×SERVICE（一宮塔子）
- 銀狐（天本藤野）
- 伽利略少女（神月·法拉利）
- 直白標題機器人動畫（森）

2014年
- WIZARD BARRISTERS～弁魔士賽希爾（左反衣）
- 星光少女 全星選拔（上葉美愛）
- 一週的朋友（山岸沙希）
- 黑色子彈（片桐弓月）
- 目隱都市的演繹者（美術社社長）
- 元氣囝仔（新井珠子）
- 生存遊戲社（春日野麗）
- 桃心之劍（天女隊 栗）

2015年
- 死亡遊行（諾娜）
- 星光樂園（香川彩葉）
- 摸索吧！部活劇 Spinoff 和噗嚕噗嚕夏露姆遊玩吧（十六夜花音）
- 御神樂學園組曲（相良杏美）
- 浦和的小調（沼影彩湖）
- 輕鬆百合 夏日時光！+（吉川千夏）
- 輕鬆百合 3☆High！（吉川千夏）
- 對魔導學園35試驗小隊（西園寺兔）
- 女武神驅動 -美人魚-（米蘭達）

2016年
- GATE 奇幻自衛隊 在彼方的土地，如斯的戰鬥 第2期（珊迪·卡夫·瑪蕾亞）
- 重裝武器（摩妮卡）
- HUNDRED百武裝戰記（艾米爾·克勞福德）
- Joker Game（艾瑪·格倫）
- 魔奇少年 辛巴達的冒險（彼思緹）
- 魔裝學園H×H（古拉貝爾）
- 月歌。THE ANIMATION（桃崎雛）
- 路人超能100（遺志黑）
- 3年D班玻璃假面（姬川亞弓）
- 長騎美眉（西條雛子）

2017年
- 怪怪守護神（虎鐵）
- 偶像時間星光樂園（華園美愛）
- Fate/Apocrypha（黑之Rider）
- 帶著智慧型手機闖蕩異世界。（弗蘭西絲卡）
- Gamers 電玩咖！（亞玖璃）
- ROBOMASTERS THE ANIMATED SERIES（小愛）

2018年
- 異世界魔王與召喚少女的奴隸魔術（希比[7]）
- 關於我轉生變成史萊姆這檔事（戈畢爾的妹妹）

2019年
- 關於我轉生變成史萊姆這檔事（戈畢爾的妹妹→蒼華）
- 狂賭之淵××（陽喰三理[8]）
- 荒野的壽飛行隊（夏緒[9]）
- 神田川JET GIRLS（潘子瑜[10]）
- 碧藍档案（睦月、如月）

2020年
- 魔術士歐菲 流浪之旅（克麗奧[11]）
- 繼怪怪守護神（虎鐵）
- 魔法水果籃 2nd season（藤堂公）
- 魔法律事務所 第2期（桐子）
- 閃躍吧！星夢☆頻道（上葉美愛）
- 無能力者娜娜（柊娜娜）
- 炎炎消防隊 貳之章（律[12]）
- 小碧藍幻想！（露娜露）

2021年
- 只有我能進入的隱藏迷宮（蘿拉）
- 魔術士歐菲 流浪之旅 基姆拉克篇（克麗奧）
- 神奇柑仔店 帶來幸福的錢天堂（吉田真美）
- 關於我轉生變成史萊姆這檔事 第2期（蒼華）
- 戰鬥員派遣中！（惡行點數）
- 關於我轉生變成史萊姆這檔事 轉生史萊姆日記（蒼華）
- 異世界魔王與召喚少女的奴隸魔術Ω（希比）
- 魔法水果籃 The final（藤堂公）
- 影宅（貝拉〈雙子〉）
- 月光下的異世界之旅（明奈、公會員、真的母親）
- 結城友奈是勇者-大滿開之章-
- 古見同學有交流障礙症。（中中思春[13]）

2022年
- 終末的後宮（克勞爾·曼斯菲爾德）
- 骸骨騎士大人異世界冒險中（伊玟[14]）
- RPG不動產（セレニア、狐白）
- 武藏野！（沼影彩湖[15]）
- 影宅 -2nd Season-（伊莎貝拉、米莎貝拉、貝拉〈雙子〉）
- 契約之吻（莎朗·霍莉格雷爾）
- 不道德公會（艾諾梅[16]）
- 點滿農民相關技能後，不知為何就變強了。（海倫·連[17]）
- 決鬥大師 WIN（カレン）
- 轉生就是劍（妮爾[18]）
- 被勇者隊伍開除的馭獸使，邂逅了最強種的貓耳少女（塔妮雅[19]）

2023年
- 被解僱的暗黑士兵（30多歲）開始了慢生活的第二人生（塞維安緹絲[20]）
- 魔術士歐菲 流浪之旅 阿邦拉馬篇（克麗奧[21]）
- 帶著智慧型手機闖蕩異世界。2（弗蘭西絲卡）
- 魔術士歐菲 流浪之旅 聖域篇（克麗奧）
- EDENS ZERO 伊甸星原（克莉涅[22]）
- 決鬥大師 WIN 決鬥學園篇（カレン）
- 屍體如山的死亡遊戲（阿字城イズナ[23]）
- 我家的英雄（響[24]）
- 【我推的孩子】（MEM CYO[25]）
- 藍色管弦樂（飯田早苗[26]）
- 甜點轉生（約瑟菲涅·米爾·莫爾特倫[27]）
- 想當冒險者前往都市的女兒成為S級（米莉安[28]）
- 世界盡頭的聖騎士 鐵鏽之山的君王（斯塔古內特）
- Fate/Grand Order 搞不懂的藤丸立香 年末特別篇2023（伊莉莎白·巴托里〔Lancer／Caster／Saber〕、機械伊莉醬、九紋龍伊莉莎）

2024年
- 秒殺外掛太強了，異世界的傢伙們根本就不是對手。（篠崎綾香[29]）
- 月光下的異世界之旅 第二幕（明奈）
- 蔚藍檔案 The Animation（淺黃無月[30]）
- 關於我轉生變成史萊姆這檔事 第3期（蒼華）
- 怪人的沙拉碗（安永彌生）
- 異世界失格（安妮特[31]）
- 【我推的孩子】 第2期（MEM CYO[32]）
- 杖與劍的魔劍譚（艾麗斯·X·斯特拉瑪里斯[33]）
- 小市民系列（北條智子）
- 成為名留歷史的壞女人吧（蕾貝卡）
- 唯願來世不相識（汐田菜緒）
- BLUE LOCK 藍色監獄 VS. U-20 JAPAN（千切虎雪）

2025年
- 歡迎來到日本，妖精小姐。（死靈使）
- 直至魔女消逝（菲涅·卡文迪許[34]）
- 忍者與殺手的兩人生活（百合子[35]）
- 炎炎消防隊 參之章（律[36]）
- 彈珠汽水瓶裡的千歲同學（青海陽[37]）
- 無職英雄（庫法[38]）

2026年
- 午夜的傾心旋律（日芽川寧寧[39]）

時期未定

### 劇場版動畫
2011年
- 電影 K-ON!（空中服務員）
- 電影 Suite 光之美少女♪ 奪取回來！連結心中的奇蹟旋律♪（調邊亞子／謬思天使）

2012年
- 電影 光之美少女 All Stars New Stage 未來的朋友（調邊亞子／謬思天使）
- 劇場版 魔法少女小圓 [前篇] 開始的故事（女子）
- 劇場版 魔法少女小圓 [後篇] 永遠的故事（女子）

2014年
- 劇場版 星光少女 全星選拔 星光☆十強（上葉美愛）

2015年
- 劇場版 星光樂園 大集合！星光☆之旅（上葉美愛）

2017年
- 塔麻可吉 秘密大作戰！（にじふわっち）

2018年
- 劇場版 星光樂園&星夢頻道：閃閃發光的紀念LIVE（華園美愛、上葉美愛）
- UNDER THE DOG Jumbled（冬月花）
- 電影版 怪物彈珠 空之彼方（猶大）
- HUG！光之美少女♡光之美少女 All Stars Memories（調邊亞子／謬思天使）

2022年
- 劇場版 關於我轉生變成史萊姆這檔事 紅蓮之絆篇（蒼華）

2025年
- 屁屁偵探電影：星與月（怪盜B[41]）

### 網路動畫
2024年
- Fate/Grand Order 搞不懂的藤丸立香 第2期（阿斯托尔福、伊丽莎白）

### OVA
2012年
- 新世界（本鄉）
- 一發必中！！Devander（春風櫻）

2014年
- 輕鬆百合（吉川千夏）

2016年
- Under the dog（冬月花）

2017年
- YUYU式 給人添麻煩、被人添麻煩（野野原柚子）

2021年
- Fate/Grand Carnival（伊莉莎白·巴托里）

2023年
- OVA 碧藍航線 Queen's Orders（睦月、如月）

2025年
- 為美好的世界獻上祝福！3—BONUS STAGE—（惠兒[42]）

### 遊戲
2011年
- 武装神姬 BATTLE RONDO（修女型MMS 哈蒙妮葛蕾斯）

2012年
- 如果和女孩子兩個人在密室裡的話，也許會ＯＯ也說不定（秋篠霞）
- 24點的鐘聲與灰姑娘~万圣节婚礼~（オデット＝スカーレット）
- 女友伴身邊（大山真由里）

2013年
- 戰國Collection（織田信長）
- Fate/EXTRA CCC（Lancer／伊莉莎白·巴托里）
- 蟲奉行（火鉢）
- 妖精劍士f（亞琳）

2015年
- 數碼寶貝物語 網路偵探（相羽 アミ）
- Fate/Grand Order（Lancer／伊莉莎白·巴托里）

2016年
- 星界神話（星霊・ローラ）
- Fate/Grand Order（Rider／阿斯托爾福）
- 妃十三學園（真野櫻子）
- 神獄塔 斷罪瑪麗（小紅帽）
- 少女前線（M99、銜尾蛇）

2017年
- 閃耀幻想曲（野野原柚子、御庭摘希）

2018年
- 鬼斬（前田利家/犬千代）
- Fate/EXTELLA LINK (伊莉莎白·巴托里）
- 神獄塔 斷罪瑪麗2（小紅帽）

2019年
- 東京放課後召喚師（阿魯加諾、阿魯普）
- 双生视界（桐子[43]）
- 碧藍航線（睦月、如月[44][45]）

2020年
- 圣剑传说3 玛娜试炼（安洁拉）

2021年
- 蔚藍檔案（無月）
- 守望傳說 （阿拉貝爾）

2022年
- Fate/Grand Order（九纹龙伊丽莎）
- 崩壞3rd （梅比烏斯）

2024年
- 蕾斯萊莉婭娜的鍊金工房 ～忘卻的鍊金術與極夜的解放者～（瑪格達·庫普卡）

### 外語配音

#### 動畫
2024年
- 愛上她的理由（桃井真珠[46]）

### 廣播
- A&G NEXT GENERATION Lady Go!!（超!A&G+：2010年10月7日 - 、星期三的主持人）
- 大久保瑠美・福原香織的一起一起這裡那裡Station（超!A&G+：2012年3月3日 - 2012年7月28日）
- 戰Colle廣播劇「小惡魔王・大久保瑠美的天下布武」（音泉：2012年3月23日 - 2012年6月8日）
- 戰Colle廣播劇「小惡魔王・大久保瑠美的天下布武第貳幕」（音泉：2012年8月2日 - 2013年1月10日）
- a-FANFAN15（USEN：2013年7月29日 - 8月4日）
- 大久保瑠美的ANIME TIME LINE（超!A&G+：2013年9月27日）
- 大久保瑠美・原紗友里 青春學園 Girls High↑↑（超!A&G+：2014年1月12日 -）
- スクエニ（SQUARE ENIX）第10BD开发局（文化放送：2016年10月2日 -）

## 註解
1. ↑  .   [2012年11月10日]. （原始内容存档于2016年3月4日）.
2. ↑  .   [2012年11月10日]. （原始内容存档于2016年3月4日）.
3. ↑  .   [2012年11月10日]. （原始内容存档于2013年1月2日）.
4. ↑  .   [2012年11月10日]. （原始内容存档于2016年8月27日）.
5. ↑  .   [2012年11月10日]. （原始内容存档于2018年3月18日）.
6. ↑  https://m.youtube.com/watch?v=9Qp8dMOfRPA&feature=youtu.be
7. ↑  . 電視動畫「異世界魔王與召喚少女的奴隷魔術」官網.   [2018-05-18]. （原始内容存档于2018-06-30）.
8. ↑  . 電視動畫「狂賭之淵××」官方網站.   [2019-01-08]. （原始内容存档于2018-08-10）.
9. ↑  . 電視動畫「荒野的壽飛行隊」官方網站.   [2018-11-21]. （原始内容存档于2018-09-13）.
10. ↑  . 電視動畫「神田川JET GIRLS」官方網站.   [2019-08-01]. （原始内容存档于2019-08-01）.
11. ↑  .   [2019-08-09]. （原始内容存档于2019-08-02）.
12. ↑  . 電視動畫「炎炎消防隊」電視台官網.   [2020年10月6日]. （原始内容存档于2020年10月31日） （日语）.
13. ↑  . Comic Natalie. 2021-08-18  [2021-08-18]. （原始内容存档于2021-08-18） （日语）.
14. ↑  . Comic Natalie. 2022-01-21  [2022-01-21]. （原始内容存档于2022-02-10） （日语）.
15. ↑  . .   [2025-05-05] （日语）.
16. ↑  . MANTANWEB. 2022-08-12  [2022-08-12]. （原始内容存档于2022-08-13） （日语）.
17. ↑  . Comic Natalie. 2022-05-25  [2022-05-25]. （原始内容存档于2022-05-25） （日语）.
18. ↑  . Comic Natalie. 2022-08-10  [2022-08-10]. （原始内容存档于2022-08-22） （日语）.
19. ↑  . Comic Natalie. 2022-06-10  [2022-06-10] （日语）.
20. ↑  . Comic Natalie. 2022-10-08  [2022-10-08]. （原始内容存档于2022-10-22） （日语）.
21. ↑  . Comic Natalie. 2022-09-26  [2022-09-26]. （原始内容存档于2022-09-26） （日语）.
22. ↑  . Comic Natalie. 2023-02-15  [2023-02-15]. （原始内容存档于2023-02-16） （日语）.
23. ↑  . Comic Natalie. 2023-02-24  [2023-02-24]. （原始内容存档于2023-03-22） （日语）.
24. ↑  . Comic Natalie. 2022-09-30  [2022-09-30]. （原始内容存档于2022-10-02） （日语）.
25. ↑  . Comic Natalie. 2023-03-25  [2023-03-25]. （原始内容存档于2023-03-26） （日语）.
26. ↑  . NHK. 2023-06-02  [2023-06-02]. （原始内容存档于2023-06-03） （日语）.
27. ↑  . Comic Natalie. 2023-04-06  [2023-04-06]. （原始内容存档于2023-05-17） （日语）.
28. ↑  . Comic Natalie. 2023-07-03  [2023-07-03]. （原始内容存档于2023-07-06） （日语）.
29. ↑  . Comic Natalie. 2024-02-23  [2024-02-23]. （原始内容存档于2024-02-24） （日语）.
30. ↑  . Comic Natalie. 2024-01-20  [2024-01-20]. （原始内容存档于2024-01-22） （日语）.
31. ↑  . Comic Natalie. 2024-02-07  [2024-02-07]. （原始内容存档于2024-02-10） （日语）.
32. ↑  . YouTube. 2024-03-24  [2024-03-24]. （原始内容存档于2024-04-26） （日语）.
33. ↑  . Comic Natalie. 2024-06-07  [2024-06-07]. （原始内容存档于2024-06-07） （日语）.
34. ↑  . Comic Natalie. 2024-09-23  [2024-09-23]. （原始内容存档于2024-09-30） （日语）.
35. ↑  . Comic Natalie. 2024-11-25  [2024-11-25]. （原始内容存档于2024-12-26） （日语）.
36. ↑  . Comic Natalie. 2024-07-07  [2024-07-07]. （原始内容存档于2024-07-10） （日语）.
37. ↑  . Comic Natalie. 2025-02-16  [2025-02-16]. （原始内容存档于2025-02-18） （日语）.
38. ↑  . Comic Natalie. 2025-07-19  [2025-07-19] （日语）.
39. ↑  . Comic Natalie. 2025-03-23  [2025-03-23]. （原始内容存档于2025-04-01） （日语）.
40. . Comic Natalie. 2025-05-12  [2025-05-12] （日语）.
41. ↑  . Comic Natalie. 2025-03-14  [2025-03-14]. （原始内容存档于2025-03-14） （日语）.
42. ↑  . Comic Natalie. 2025-03-16  [2025-03-16]. （原始内容存档于2025-03-20） （日语）.
43. ↑  .   [2019-11-19]. （原始内容存档于2019-06-08） （日语）.
44. ↑  海事局. . 碧藍航線海事局. bilibili.   [2023-09-11]. （原始内容存档于2024-07-07）.
45. ↑  海事局. . 碧藍航線海事局. bilibili.   [2023-09-11]. （原始内容存档于2024-07-07）.
46. ↑  . Comic Natalie. 2024-03-22  [2024-03-22]. （原始内容存档于2024-06-13） （日语）.

## 外部連結
- （日語） 大久保瑠美 公式ブログ - GREE （页面存档备份，存于）
- （日語） 大久保瑠美オフィシャルブログ「PRISM☆DAYS」 公式ブログ （页面存档备份，存于）
- （日語） 81プロデュース 公式プロフィール （页面存档备份，存于）
- （日語） Instagram （页面存档备份，存于）